# 寺田隆信
寺田 隆信（てらだ たかのぶ、1931年5月23日 - 2014年8月11日）は、中国史学者、東北大学名誉教授。
兵庫県姫路市生まれ。京都大学大学院文学研究科博士課程（東洋史専攻）単位取得退学。1974年「山西商人の研究 明代における商人および商業資本」で京都大学文学博士。京都大学人文科学研究所教授、1983年東北大学教授、1994年定年退官、名誉教授、いわき明星大学学長。鹿角市（秋田県）先人顕彰館名誉館長。
1985年に高句麗広開土王碑を調査した。
2014年8月11日、胃癌のため死去。

## 著書
- 『永楽帝』人物往来社「中国人物叢書」 1966、中公文庫 1997
- 『山西商人の研究 明代における商人および商業資本』「東洋史研究叢刊」東洋史研究会（京都大学文学部内） 1972
- 『鄭和 中国とイスラム世界を結んだ航海者』清水書院「Century books 人と歴史」 1981
  - 『中国の大航海者　鄭和』 清水新書 1984
  - 『世界航海史上の先駆者　鄭和』清水書院 2017。拡大版
- 『物語中国の歴史 文明史的序説』中公新書 1997
- 『紫禁城史話 中国皇帝政治の檜舞台』中公新書 1999
- 『明代郷紳の研究』「東洋史研究叢刊」京都大学学術出版会 2009

### 共著
- 『中国の歴史 6 元・明』愛宕松男共著 講談社 1974
  - 『モンゴルと大明帝国』 講談社学術文庫 1998
- 『好太王碑 50年ぶりに見た高句麗の遺跡』 ぎょうせい 1985
- 『好太王碑探訪記』井上秀雄共編 日本放送出版協会 1985
- 『中国の群雄8 亡国の皇帝』講談社 1998。「明の崇禎帝」を収録
  - 高島俊男「隋の煬帝」、梅原郁「宋の徽宗」と共著

## 翻訳
- 科挙と近世中国社会 立身出世の階梯 何炳棣（中国語版） 千種真一共訳 平凡社 1993.2

## 参考
- 寺田隆信教授の業績と学風 熊本崇 「文化」東北大学 1995-03

## 註
1. 1 2  『現代物故者事典2012～2014』（日外アソシエーツ、2015年）p.385
2. ↑  寺田隆信氏死去